# 天璽 (香港)

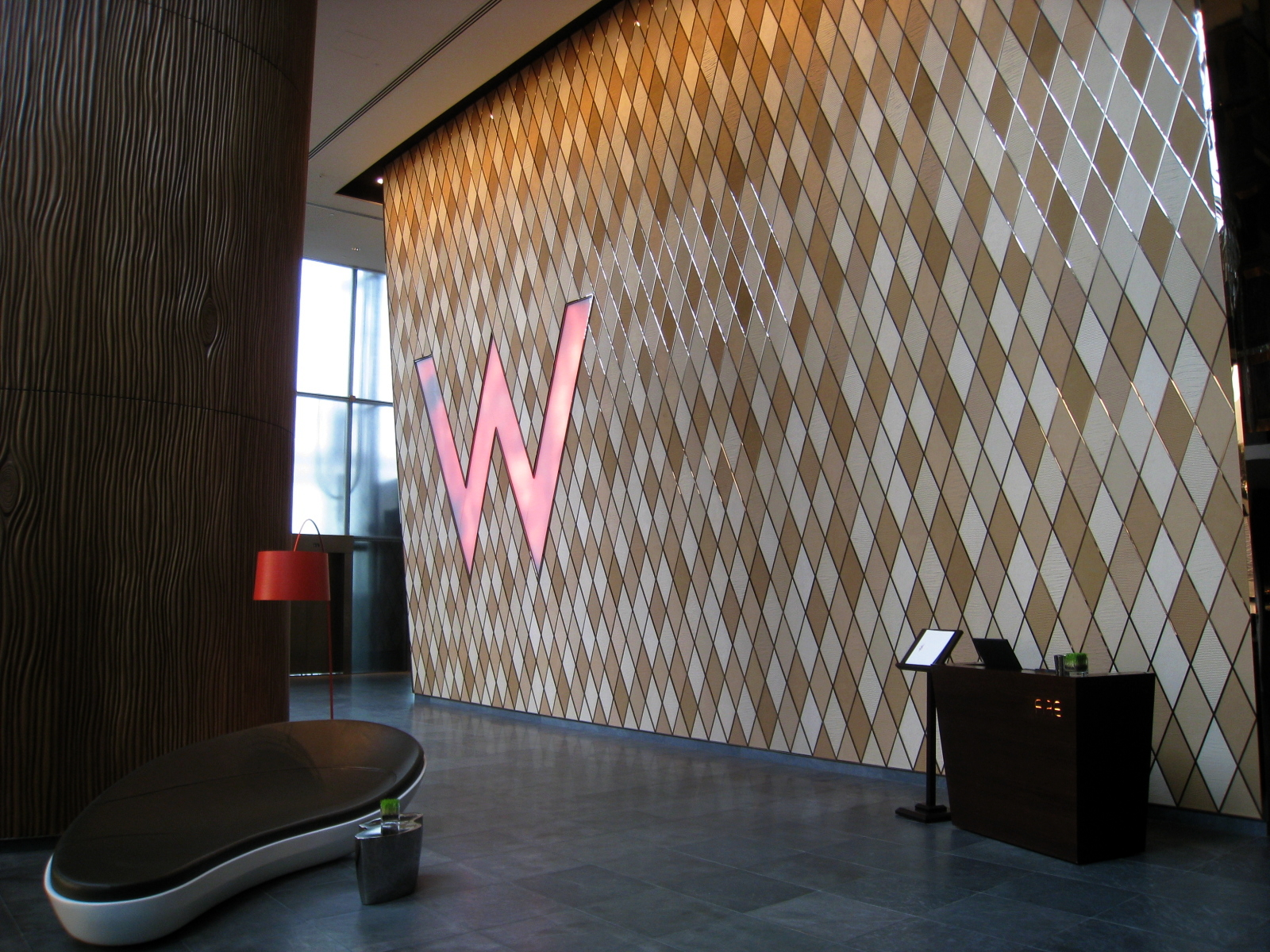
香港W酒店地下大堂

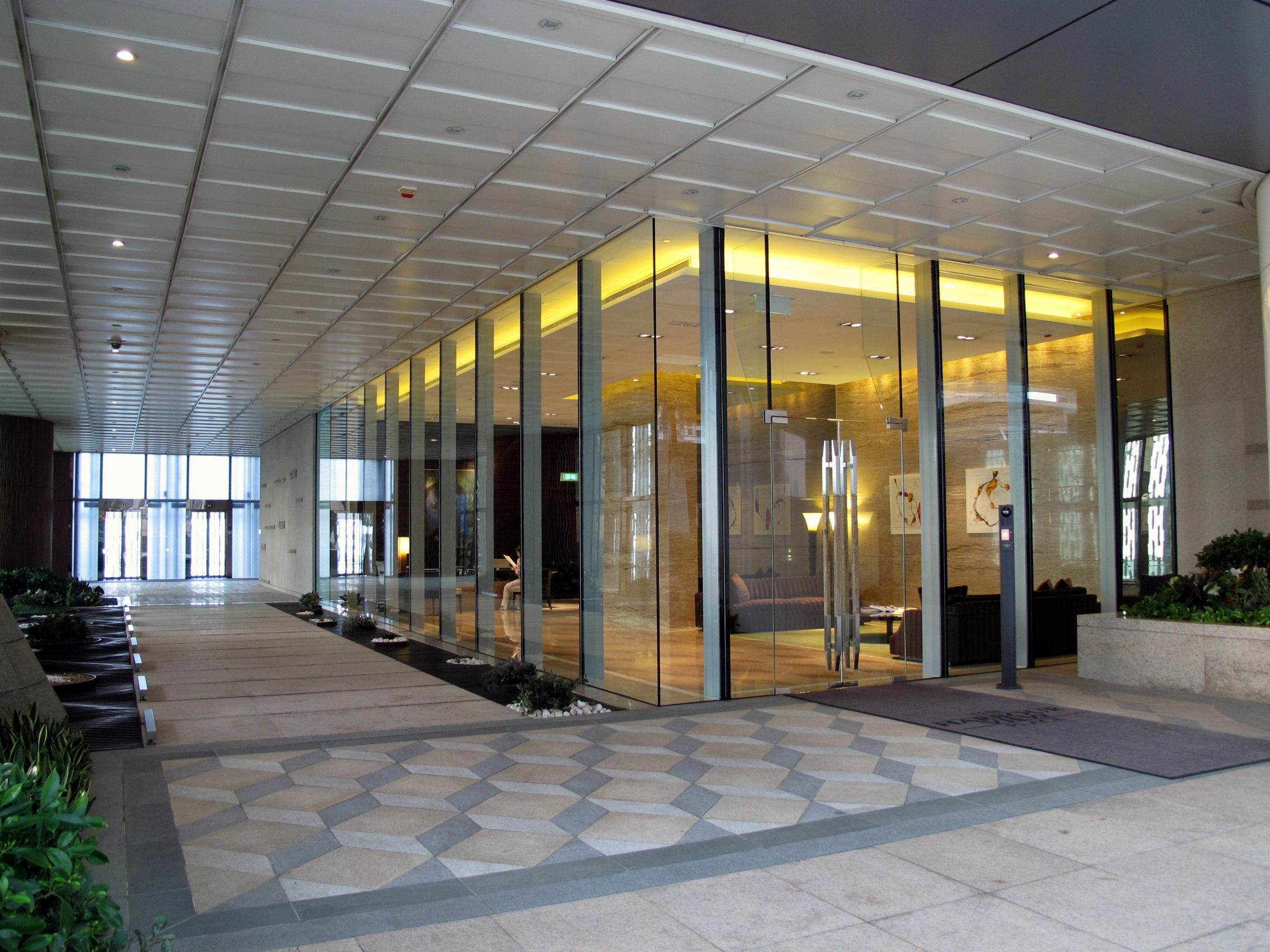
港景匯平台層大堂

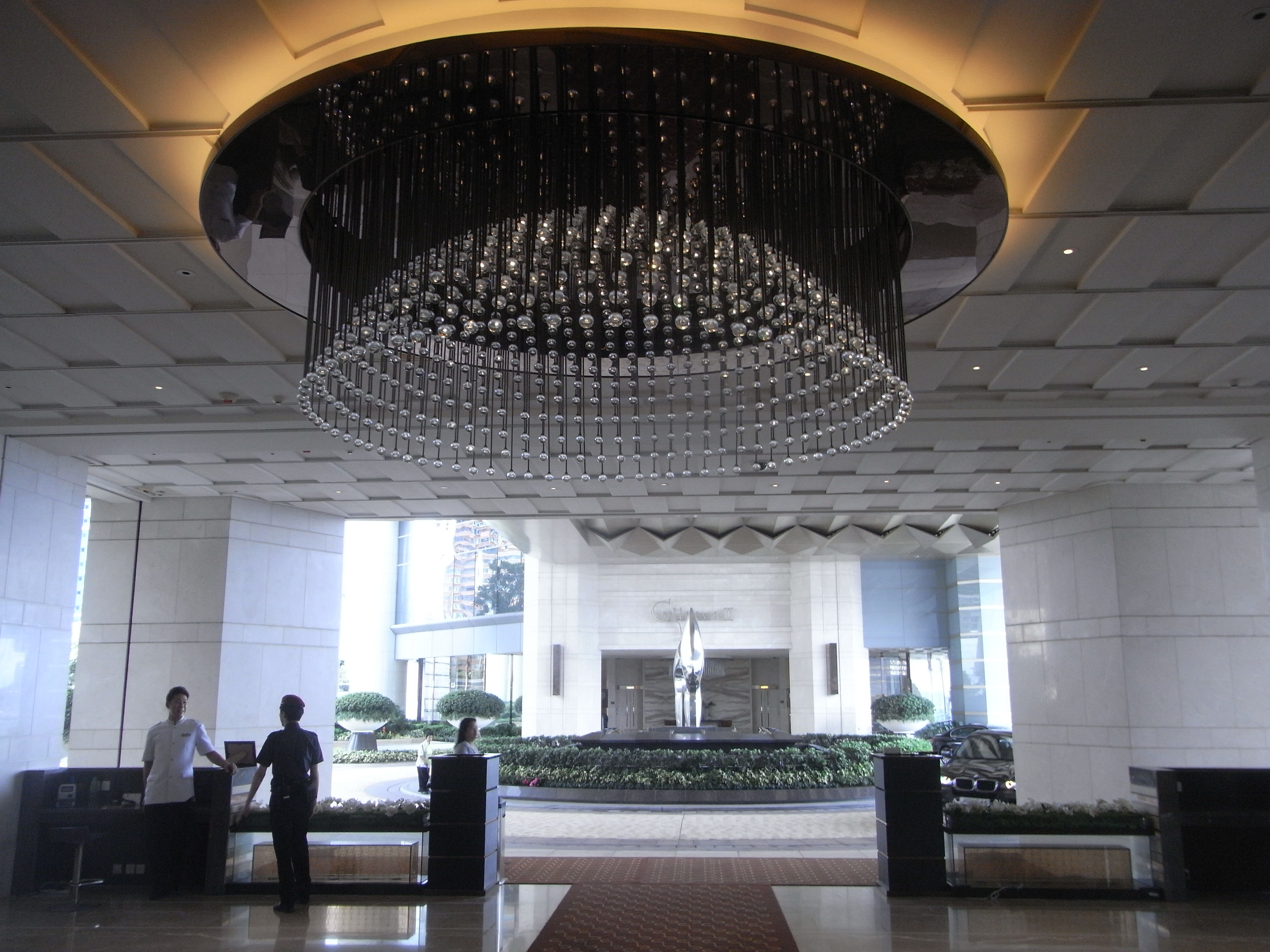
天璽入口大堂

天璽（英語：The Cullinan，英文名從卡利南鑽石來）是香港一個位於港鐵九龍站Union Square第六期的高尚住宅項目，鄰近環球貿易廣場。項目由建築事務所Kohn Pedersen Fox Associates（KPF）負責。發展商為新鴻基地產和港鐵公司，項目於2008年12月底取得售樓紙。天璽住宅部分（包括天璽I全幢及天璽II的較高樓層）已於2009年3月落成，2009年12月起正式安排入伙；而天璽II較低樓層的服務式住宅港景匯及W酒店，則早於2008年6月及9月開業。

## 簡介
天璽由兩座約270米高的摩天大廈組成，成為現時香港結構高度最高的豪宅，並配合玻璃幕牆設計。合共提供825個單位，實用面積由434呎至3,113呎。其中83至90樓共有7間「至尊門」，面積2,200平方呎，位於「日鑽璽」和「天鑽璽」的頂層91至93樓共有1伙三層的空中別墅，名為「至高無上」，單位面積各約3,000平方呎，分別設有6房3套房及6房4套房間隔，附連私人泳池及2,000平方呎空中花園。
物業平台的巨型玻璃幕牆內藏特大金黃色天璽徽號，該徽號由20多萬塊珍貴黃寶石水晶鑲嵌砌成，整個徽號高35米，闊15米，由18組發光二極管點綴。據悉，物業除了用料佳外，每個單位都裝置有音樂系統，令住客於家中每個角落，由主人套間、客房、客飯廳、廁所、廚房以至空中花園，均能創透過極高質素的音響效果聆聽音樂，而不同房間或區域都可按住客的喜好收聽不同樂曲。由於香港房市不斷上揚，天璽I在日前推廣部門說「日鑽璽」部分樓層有潛力升為70,000港幣每平方呎，而且有潛力超越英國倫敦One Hyde Park。

### 天璽I
天璽I（Tower 21）為純住宅項目，住宅劃分為五個獨立部分，分別為 1 區「日鑽璽」（67至93樓）、3區「皇鑽璽」（67至82樓）、2區「月鑽璽」（15至63樓）、5區「星鑽璽」（15至63樓）及 6區「彗鑽璽」（12至38樓）。當中39樓及65樓為庇護層，40樓及66樓為樓電層。因為樓層太高，每部分均設有獨立住客大堂及住客升降機（由日立提供），以便更好地管理全層樓宇及確保各區各自的私穩，住戶只能透過智能卡識別進入自己所住的專區及樓層。住宅標準層由9伙至14伙不等，間隔由約400呎的1房單位至逾1,800呎4房單位。
新鴻基地產網頁顯示，旗下天璽剛售出日鑽璽82樓A室特色戶，連車位成交價1.3億元，呎價50,772元，創項目新高。

### 天璽II
天璽II（Tower 20）為綜合性建築，1至38樓為香港W Hotel，合共設有393個房間，包括一間2,152平方呎的總統套房。酒店於2008年8月末試業，並且在2009年1月19日正式開業。酒店設施包括兩間特式餐廳（星宴及Kitchen）、酒吧、健身室、售賣W品牌產品的The Store及在76樓設有香港第二高的游泳池。
建築物50至70樓為酒店式公寓「港景匯」，共設266個房間，間隔包括開放式、1房、2房及3房，標準單位面積464至1,420平方呎。物業設2間總統套房，均位於70樓，面積分別為2,290至3,270平方呎。50樓為住客設施層，內置健身室、閱讀室、休閒區及洗衣房。住戶若需使用泳池，需與香港W Hotel共用。住宅由新鴻基地產旗下的Signature Homes管理。
天璽II其餘部份為 2 區「海鑽璽」（12至38樓）及 1 區「天鑽璽」（67至93樓）。每個獨立尊座亦設有本身的住客大堂、專屬住戶電梯（由富士達提供）。

### 會所
天璽住客會所命名為「d'Oro」，名稱源自意大利歷史名城米蘭的金色廣場。發展商報稱這個佔地接近10萬方呎的會所，耗資5億港元建造。會所佔地3層，大堂樓底高度逾10米。設施方面，「銀影池」和「金鏡池」泳池，佔地近2萬平方呎，其中屬室內恆溫池的「銀影池」，兼附設暖水按摩池，讓住戶在寒冷冬日亦可使用。此外，池畔設有名為「樂弛畔」的餐飲廊，使住戶可在池邊享用特飲。會所另備專為小孩、甚至嬰兒而設的「千卡運動園」，內裏每項運動設施都是為幼孩而設。發展商更聲稱安排「米芝蓮推介食肆」的廚師，為已預訂宴會廳的住客獻技，炮製各式美食，而相關費用將是採「用者自付」的原則。

## 圖集

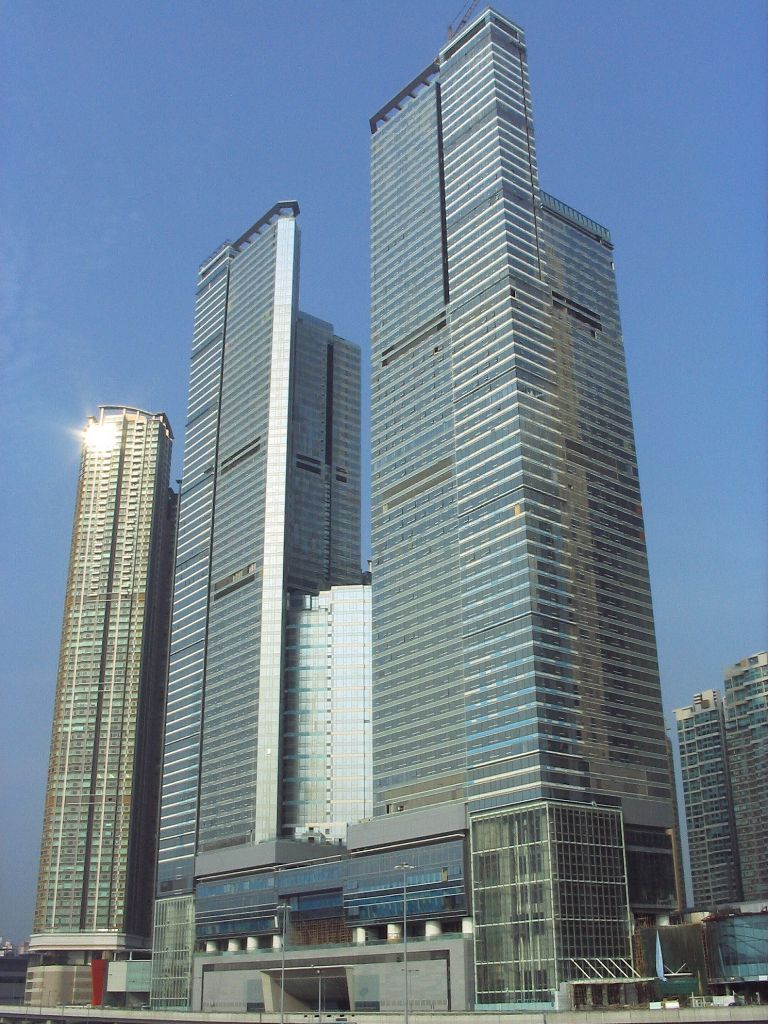
天璽是九龍站第六期項目的名稱。
Union Square週邊位置圖，圖中的橙色部份就是天璽及香港W酒店。
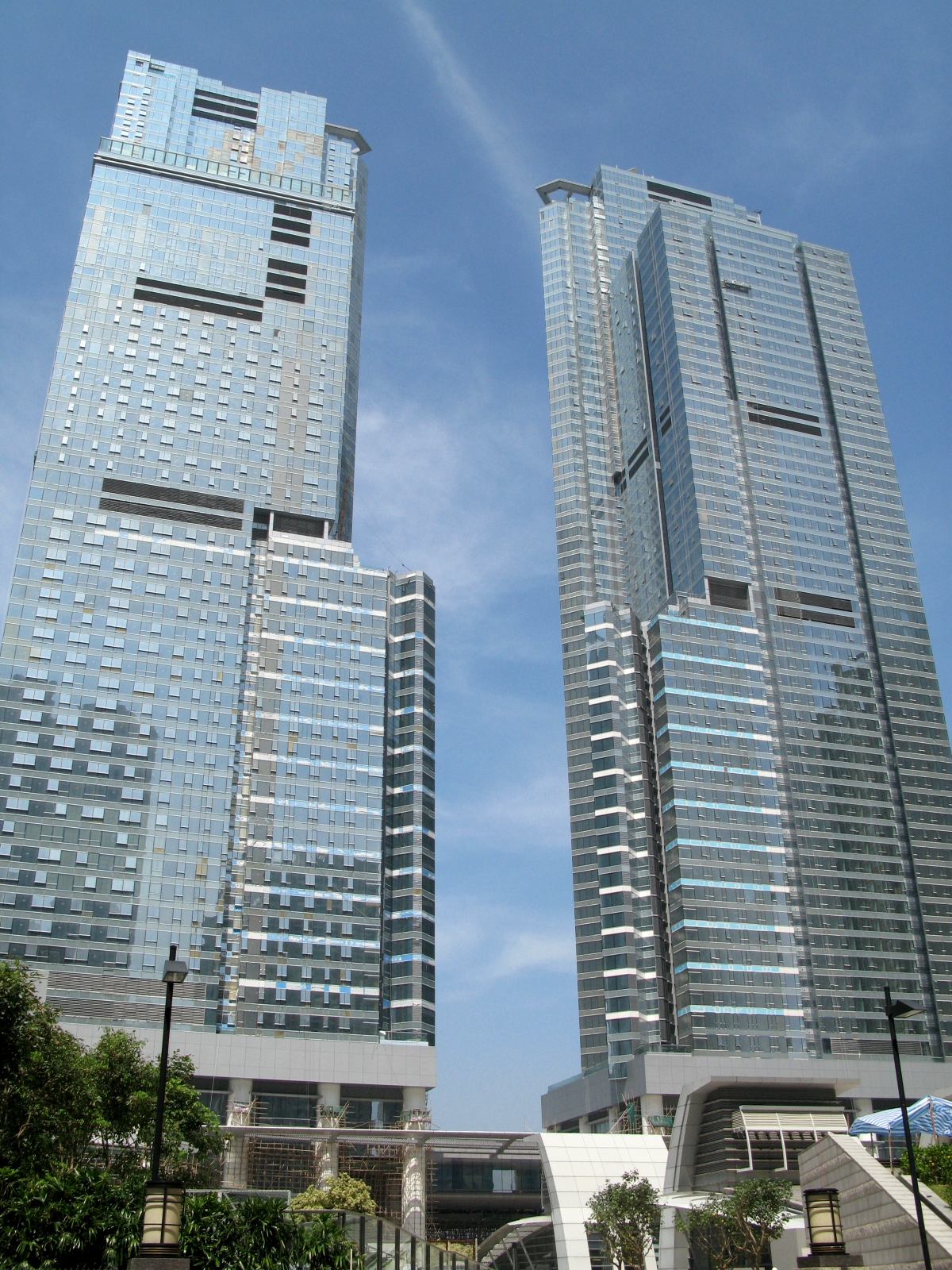
天璽及香港W酒店

## 啟德「天璽·天」及「天璽·海」
啟德「天璽」旗下現時有兩個項目，2023年4月20日，分別命名為天璽·天 ，及天璽·海 。 兩個項目皆位於啟德發展計劃。
啟德「天璽·天」及「天璽·海」物業管理公司為康業服務旗下的Infinite Carat Living Limited。

### 天璽·天

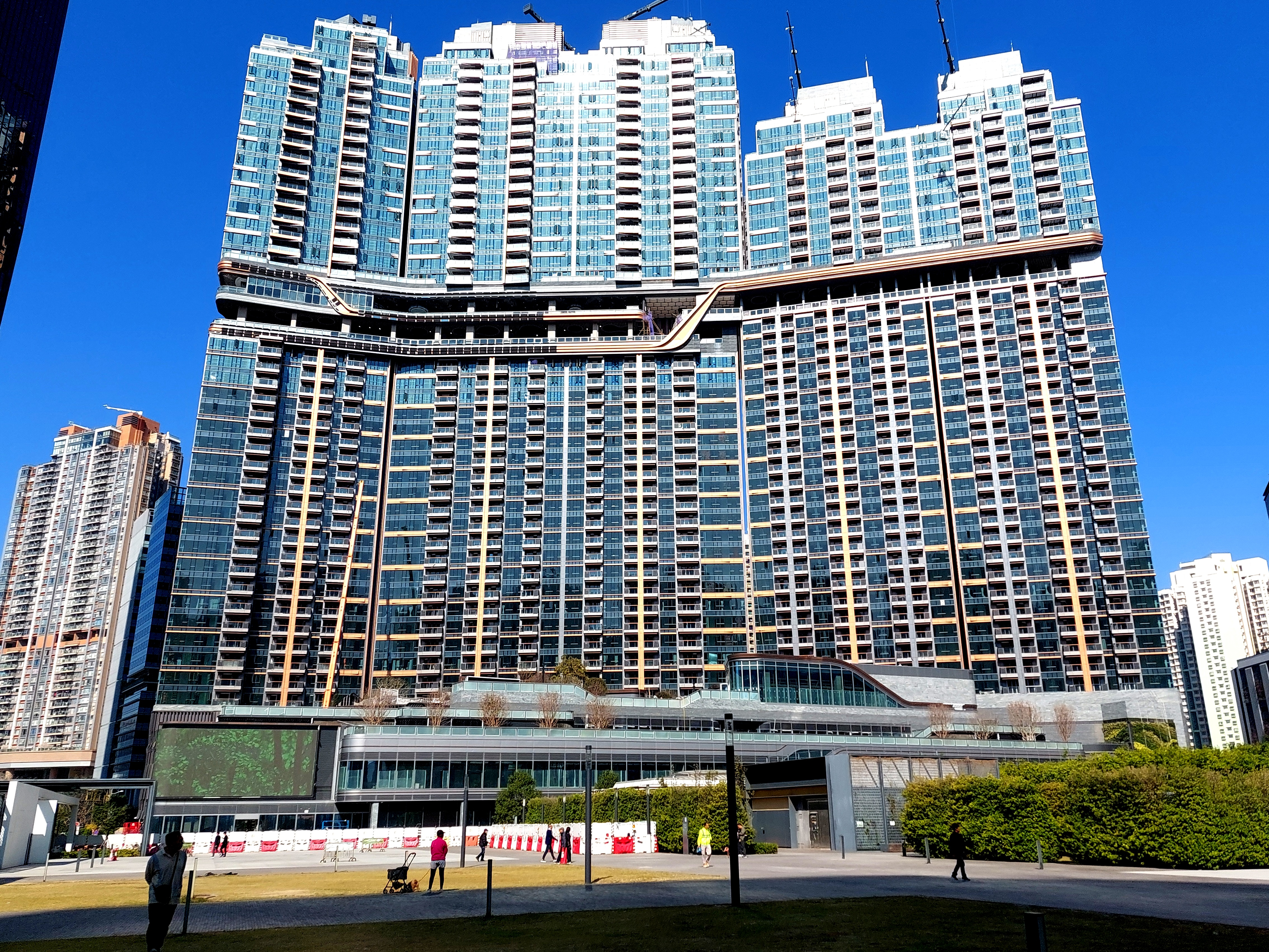
天璽·天

啟德第1F區1號項目命名為天璽·天，位於九龍啟德協調道10號，2018年5月15日，天璽·天所在的地皮新鴻基地產以251.61億港元投得，由香港梁黃顧建築師（香港）事務所有限公司設計，怡輝建築有限公司承建，分2期發展，提供1,490伙單位，將於2025年6月落成。大廈基座設有大型商場，同時根據地契條求，設置社區設施。第1期於2024年9月上載售樓說明書及開售，示範單位設於環球貿易廣場10樓和12樓。
天璽·天第1期為第3座、第5座及第6座，「第3座」包含「第3座 (Elite Zone)」及「第3座 (Peak Tower)」，「第5座」包含「第5座 (Elite Zone)」及「第5座 (Pinnacle Tower)」，「第6座」包含「第6座 (Elite Zone)」及「第6座 (Apex Tower)」。
升降機及扶手電梯：日立（Hitachi）

### 天璽·海
啟德跑道區第4C區3號項目命名為天璽·海，位於九龍啟德承豐道26號，2019年1月24日，天璽·海所在的地皮新鴻基地產以112.6億港元投得，由著名的美國SOM建築設計事務所打造設計建築師，再由香港王董建築師事務有限公司設計，新輝城建工程有限公司承建。項目主打大單位，實用面積約1,100至2,200平方呎，佔整體項目逾70%， 另設 23伙特色單位，其中8伙配備私人泳池，最大實用面積的單位逾4,600平方呎。天璽·海大部份單位享廣闊維港海景，並將於2025年11月至12月分階段落成。第1期於2024年2月上載售樓說明書及開售，第2A期於2025年3月上載售樓說明書及開售，示範單位設於環球貿易廣場51樓。
天璽·海第1期為第1座至第3座、第5座及第6座、Mansion 1及Mansion 2。第2A期為第7座。
升降機及扶手電梯：富士達（Fujitec）